# 西楚州 (唐朝)
西楚州，中国唐朝时设置的州。
唐高祖武德四年（621年），以盱眙县设立西楚州，州治在盱眙县（今江苏省盱眙县），设立西楚州总管府。西楚州总管府下辖西楚州、东楚州。东楚州下辖山阳县（今江苏省淮安市淮安区）、盐城县（今江苏省盐城市马口镇）、安宜县（今江苏省宝应县）、淮阴县（县城在今江苏省淮安市淮阴区马头镇）。武德八年（625年）废除西楚州，盱眙县改属东楚州。